# La escena del jardín de Roundhay
Roundhay Garden Scene (en español: La escena del jardín de Roundhay) es un cortometraje mudo de 1,66 segundos de duración.
Fue filmado por el inventor francés Louis Le Prince el 14 de octubre de 1888 en el jardín de la casa de sus suegros en Leeds, Yorkshire del Oeste, Inglaterra. La escena está protagonizada por Adolphe Le Prince (1872-1901), su hijo, Sarah Whitley (1816-1888) y Joseph Whitley (1816-1891), sus suegros y una amiga Harriet Hartley (1873-1898).
Diez días después de la filmación, Sarah Whitley, la suegra de Le Prince, muere a los 72 años. Esto sirve para confirmar la fecha de creación de la pieza.
Es considerada la primera película de la historia del cine, lo que hace a su autor el creador de esa arte. Se adelantó varios años a otras ilustres personalidades como Thomas Edison, que presentó el kinetoscopio en 1891, o los hermanos Lumiére, que expusieron el cinematógrafo en 1895.
Sin embargo, Le Prince nunca llegó a presentar su obra en los Estados Unidos, puesto que desapareció misteriosamente el 16 de septiembre de 1890 durante un viaje en tren que unía Dijon y París, justamente cuando se dirigía a patentar su invención en Londres. No hubo rastros de él o su equipaje, lo cual generó muchísima controversia. En 2003 –113 años más tarde–, se encontró en los archivos policiales parisinos la fotografía de un hombre ahogado, que podría ser Le Prince.
El hijo de Le Prince, Adolph, testificó a favor de su progenitor en el litigio de 1898 contra Edison por un conflicto de patentes. Sin embargo, el fallo favoreció al empresario estadounidense. Dos años después del juicio, Adolph fue asesinado en Nueva York.

## Galería
- Versión a 10 cuadros por segundo.
- Versión a 7 cuadros por segundo.

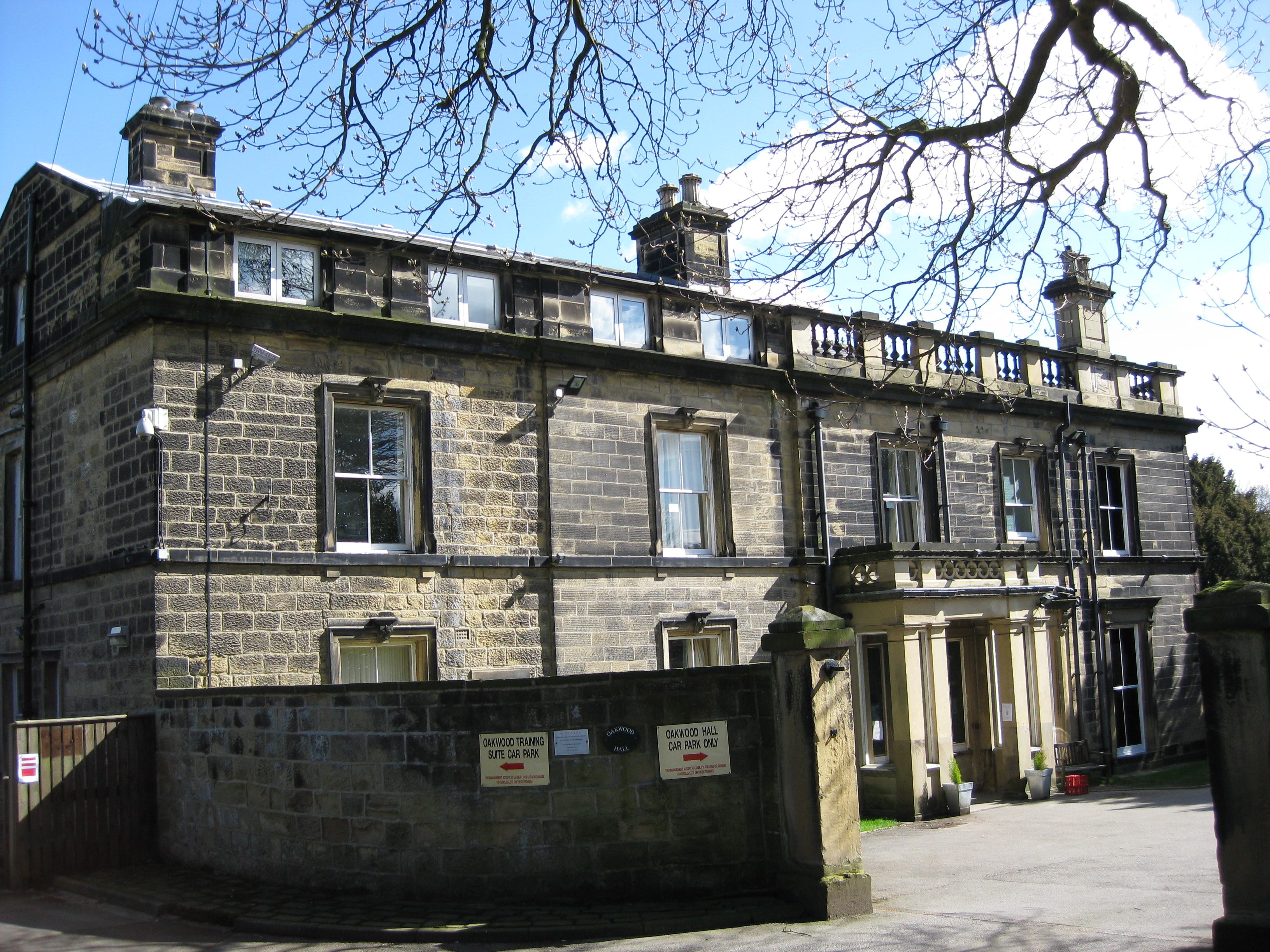
Oakwood Hall de Leeds, edificio empleado en la película, fotografiado en 2010.

## Reparto
- Harriet Hartley (acreditada como Harriet Hartley, 1873 – 31 de marzo de 1898)
- Adolphe Le Prince (c. Junio de 1872 - 20 de agosto de 1901)
- Joseph Whitley (17 de octubre de 1816 - 12 de enero de 1891)
- Sarah Whitley (c. 1816 - 24 de octubre de 1888)

## Remasterización

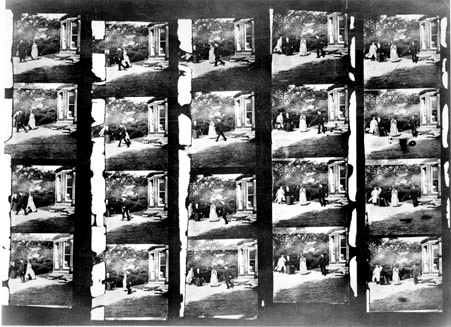
Copia en placa con los 20 fotogramas originales.

La escena consta de 20 fotogramas que, al utilizarlo con el proyector de Le Prince a 12 fotogramas por segundo, entregaban los 1,66 segundos de duración.
Sin embargo, una remasterización digital producida por el Instituto Nacional Museo de la Fotografía, Cine y Televisión de Bradford amplió el material original a 52 fotogramas, que al reproducirlos a la velocidad de 24 fotogramas por segundo –que es la cadencia de la cinematografía moderna– presenta una cinta de 2,11 segundos.

## En los medios
- En 2015 se estrenó The First Film, un documental biográfico dirigido por David Wilkinson, donde se explica el nacimiento del cine, atribuyéndoselo correctamente a Louis Le Prince.[14]